# Épinac
Épinac é uma comuna francesa na região administrativa de Borgonha-Franco-Condado, no departamento Saône-et-Loire. Estende-se por uma área de 25,69 km². Em 2010 a comuna tinha 2 212 habitantes (densidade: 86,1 hab./km²).